# Insenatura di Hansen
L'insenatura di Hansen è un'insenatura ricoperta di ghiaccio, lunga circa 40 km, in direzione est-ovest, e larga circa 23 km alla bocca, situata sulla costa di Orville, nella parte orientale della Terra di Palmer, in Antartide. L'insenatura si estende in particolare da capo Schlossbach, a nord, a punta Cox, a sud.
All'interno dell'insenatura, le cui acque sono ricoperte dalla piattaforma glaciale Filchner-Ronne, si gettano diversi ghiacciai, come lo Ueda, il cui flusso va ad alimentare la sopraccitata piattaforma.

## Storia
L'insenatura di Hansen è stata mappata grazie a ricognizioni terrestri dello United States Geological Survey e a fotografie aeree scattate dalla marina militare statunitense tra il 1961 e il 1967; in seguito è stata così battezzata dal Comitato consultivo dei nomi antartici in onore di B. Lyle Hansen, che, con Herbert T. Ueda, era al comando del programma di trivellazione del suolo alla stazione di ricerca Byrd, nelle estati 1966-67, 1967-68 e 1968-69.